# Comunità montana Val Sessera, Valle di Mosso e Prealpi Biellesi
La comunità montana Val Sessera, Valle di Mosso e Prealpi Biellesi si sviluppava all'interno della Valle di Mosso e della Valle Sessera nella porzione orientale delle Alpi Biellesi.

## Storia

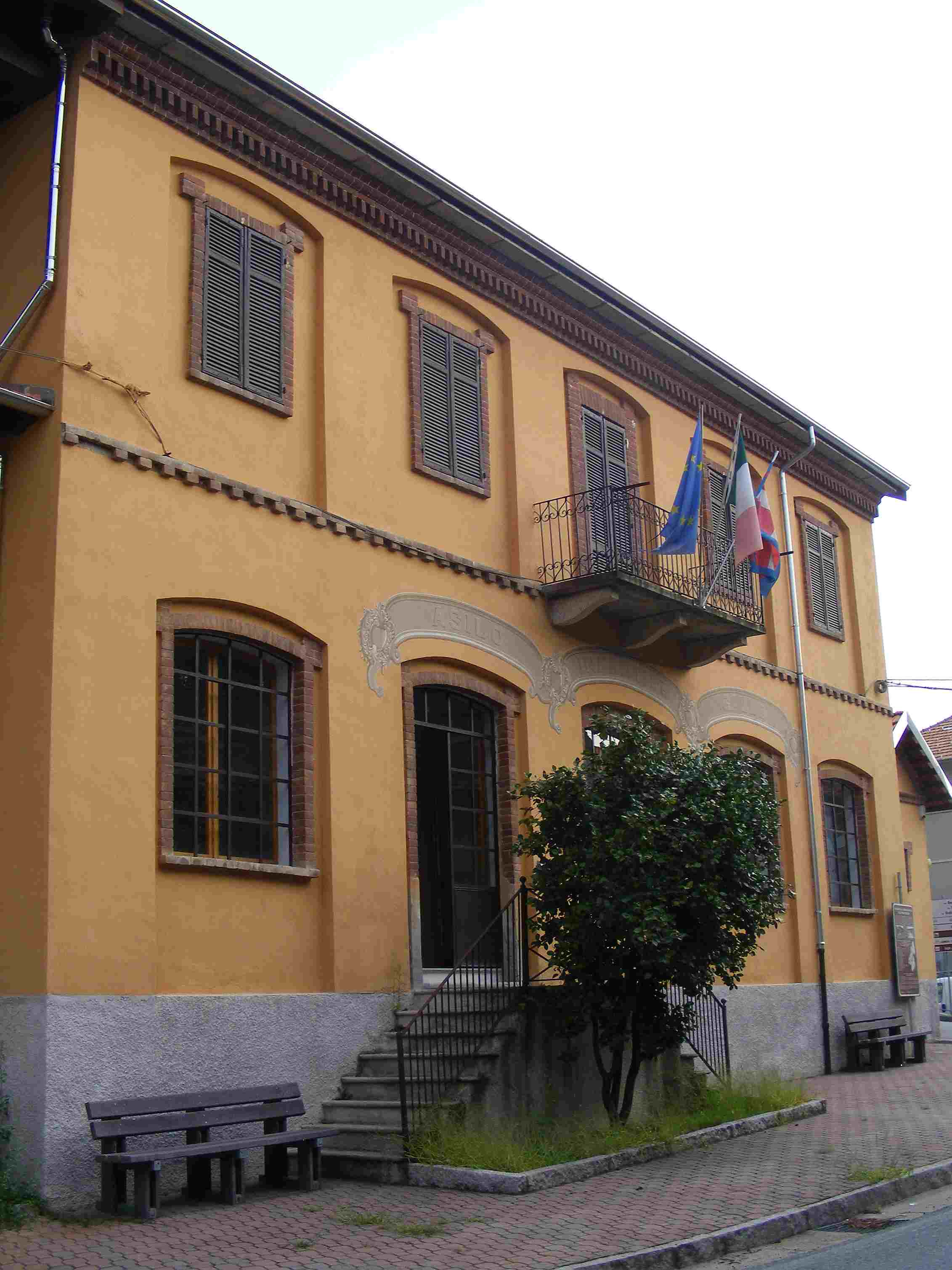
La sede di Casapinta

La comunità montana fu istituita nel 2010 accorpando i comuni facenti parte delle Comunità montana Valle Sessera, Comunità montana Prealpi Biellesi e Comunità montana Valle di Mosso, abolite in seguito all'accorpamento disposto dalla Regione Piemonte nel 2009.
La sede legale dell'ente era a Casapinta. Possedeva inoltre due sedi operative, una a Valle Mosso e l'altra a Pray.
L'ente è stato soppresso, insieme alle altre comunità montane del Piemonte, con la Legge regionale 28 settembre 2012, n. 11.